# Требоніан Галл
Гай Ві́бій Требоніа́н Галл (лат. Gaius Vibius Trebonianus Gallus; 206 р. — серпень 253 р.) — римський імператор у 251—253 рр. під час Кризи III століття. Правив спочатку разом із Гостіліаном, а потім зі своїм сином, Волузіаном. Був одним з так званих «солдатських імператорів».
Походив з відомого етруського роду Вібіїв. Починав політичну кар'єру з посади консула-суффекта (особливий різновид давньоримської магістратури консула). У 250—251 рр. був призначений очільником Верхньої і Нижньої Мезії — історичних областей між Нижнім Дунаєм і Балканськими горами. Керуючи цими провінціями, Галл успішно відбивав постійні напади з-за Дунаю готських племен та був досить популярний серед римських легіонів. Після загибелі 251 р. у бою імператорів Деція та Гереннія Етруска, Требоніан був одразу проголошений армією новим імператором. Він всиновив іншого сина Деція, Гостіліана, та правив разом з ним до його смерті за кілька місяців після цього. Відомо, що Требоніан уклав з готами дещо принизливий для Риму мирний договір. Крім цього, його правління відзначено черговою війною з Державою Сасанідів на Сході.

## Походження
Народився близько 206 року в римській колонії Перузії (сучасна провінція Перуджа, Італія). Він походив з давнього місцевого етруського роду Вібіїв (прізвище має плебейське походження часів Другої Пунічної війни). Дослідники припускають, що його предком був Вібій Велдумніан, а родичем — консул 272 року Юній Велдумніан. За версією Секста Аврелія Віктора, римського історика та політичного діяча IV ст., — він походив з північноафриканського острова Гірба (сучасна Джерба, Туніс). Галл був одружений з Афінією Геміною Бебіаною, у шлюбі з якою у нього народився син Гай Вібій Волузіан (майбутній співправитель) і дочка Вібія Галла.

## Прихід до влади
Требоніан Галл спочатку був у складі римського сенату, а близько 245 року отримав посаду консула-суффекта. У 250—251 рр. був призначений намісником Верхньої та Нижньої Мезії. На цій посаді він брав участь у війні імператора Деція Траяна з готами. Готи під проводом свого вождя Кніви перейшли через Нижній Дунай і вторглися в Мезію. Кніва з 70-тисячним військом здійснив напад у районі міста Нови (поблизу сучасного болгарського міста Свіштова, недалеко від місця впадання річки Олт у Дунай). Першим опір ворогам вчинив легат провінції Требоніан Галл під стінами міста. Але величезна кількість готів швидкими темпами рухалася вперед і зупинилася тільки під містом Нікополь, який знаходився між Дунаєм і горами Гема. Армія імператора Деція після вдалого бою поблизу міста на річці Янтрі, в якому загинуло 3 тисячі готів, загнала їхнє військо в балканські гори в районі хребта Гема.

### Облога Філіппополя

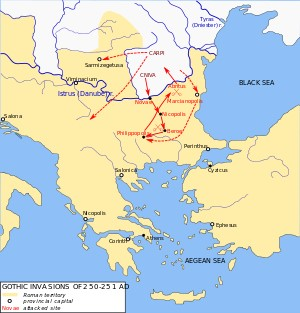
Карта нашестя готів у 250—251 рр. і місця бойових дій

Кніва, переваливши через хребет, підійшов до Філіппополю (сучасний Пловдів, Болгарія). У результаті несподіваного нападу готам вдалося відкинути армію Деція за гори, після чого вони розпочали облогу Філіппополя. Зберігся лист Деція, в якому той підбадьорює жителів і обіцяє скоро підійти на допомогу. У збереженому фрагменті афінський історик ІІІ ст. Дексіпп розповідає про облогу міста готами і невміле використання ними облогової техніки, включаючи тарани: «Потім намагалися взяти саме місто: затвердили сходи, підвезли машини. Це були бруси, згуртовані чотирикутником, щось на зразок будиночків. Вони обтягнули їх зверху шкурами для того, щоб під час нападу на ворота убезпечити себе від будь-яких пускаємих у них снарядів; над собою висунули щити, а машини пересували на колесах важелями. Деякі з тих, хто тримав облогу, підіймаючи довжелезні бруси, оковані залізом, для того, щоб їм не дробитися при зіткненні зі стіною, намагалися ними проламати стіну. Нарешті, були і такі, які підвозили до міського муру і дерев'яні вежі на колесах з тим, щоб, підсунувши їх ближче, накинути на стіну мости та, зрівнявши їх, влаштувати війську перехід. Вороги, не отримуючи успіху від своїх машин, впали в смуток; потім, розмірковуючи про те, як продовжувати війну, наважилися влаштувати у міста високі земляні насипи для того, щоб можна їм було битися, стоячи в рівень з городянами. Скіфи придумали вбити всю худобу, яка не годилася, і всіх полонених, пригнічених хворобою або старістю, і звалити в рів ці трупи разом з усяким ломом. На третій день трупи роздулися і тим сприяли чималій висоті насипу. Фракійці пробили стіну не більше як в ширину вузьких дверцят і через цей отвір щоночі звозили до себе землю. Варвари вже і не знали, що їм робити».
Відповідно готському історику VI ст. Йордану, Кніва захопив Філіппополь, вступивши в угоду з римським воєначальником, намісником провінції Люцієм Пріском, який став черговим претендентом на імператорський титул. Пріск зібрав великі сили в укріпленому Філіппополі. Він повинен був протриматися до появи Деція, який форсованим маршом підходив із заходу. Спроби готів взяти Філіппополь штурмом закінчувалися невдачами. Проте вся навколишня місцевість палала у пожежах. Коли нарешті з'явився Децій, готи несподівано напали на стомлену римську армію і розсіяли її. Пріск, під приводом того, що нібито Децій загинув, завів таємні переговори з готами, обіцяючи їм здати місто, якщо вони визнають його імператором. Угода була укладена, Філіппополь був нещадно розграбований, безліч жителів було забрано у полон. Римський історик IV ст. Амміан Марцеллін написав: «зруйнований був Філіппополь, причому — якщо вірні повідомлення істориків — убито було в стінах міста сто тисяч чоловік». Але Пріску стати імператором не вдалося: Децій був живий і збирав на Дунаї нову армію. Імператор чекав готів на дорозі Тембінус ближче до Дунаю, бажаючи перехопити їх при поверненні з багатою здобиччю додому. Він поставив загони під керівництвом Требоніана Галла біля гирла Дунаю, щоб той завадив Кніву відступити. Згідно візантійському історику кінця V ст. Зосиму: «Усе йшло відповідно до плану, доки Галл не вирішив повстати і не відправив послів до варварів, спонукаючи їх вступити в союз з ним і підтримати його змову проти Деція. Варвари охоче погодилися».

### Битва при Абрітті

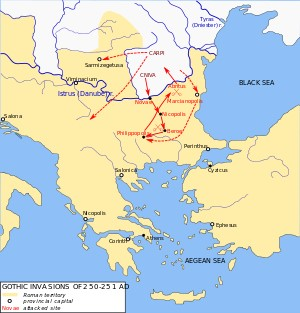
Карта нашестя готів у 250—251 рр. і місця бойових дій

Вирішальною стала битва при Абриті (сучасне місто Разград, Болгарія), також знана як битва при форумі Теребронії, на північ від Нікополя у червні 251 р. В одній з перших сутичок убили сина Деція Гереннія Етруска. Готи вишикувалися трьома лініями, при чому третя була захищена болотом. Дотримуючись сигналу Галла напасти на ворогів, варвари повністю загнали римлян у болото. Римським військам вдалося прорвати дві перші лінії. За повідомленням Амміана Марцелліна імператор Децій під час форсування болота потонув: «Подібна нещаслива доля спіткала, як відомо, Цезаря Деція, який в жорстокій січі з варварами був скинутий на землю падінням оскаженілого коня, утримати якого він не зміг. Потрапивши в болото, він не міг звідти вибратися, і потім неможливо було відшукати його тіло».
З повідомлення Зосима видно, що існувала версія про змову між Галлом і готами проти Деція. Існує припущення, що в армії також побутувала ця думка: винуватцем гибелі Деція вважали Требоніана Галла. Він нібито заздалегідь домовився з готами і заманив імператора в болото, вказавши йому невірний маршрут. Однак інших доказів, які підтверджують версію Зосима, немає. У всякому разі, в той час серед римських полководців Галл був найбільш заслуженим і стояв найближче до Деція. На користь невинності Галла говорить також і той факт, що військові навряд чи б проголосили імператором людину, чиї дії призвели до знищення армії і загибелі великої кількості солдатів. Зрештою легіонери проголосили новим римським імператором 45-річного Требоніана Галла.

## Правління
Середина — друга половина ІІІ ст. ознаменувалася військово-політичною кризою Римської імперії. В умовах різкої активізації її ворогів по всьому периметру кордонів та початку вторгнень варварів вглиб держави, військові командувачі, які очолювали провінційні військові угруповання, один за одним почали проголошувати себе імператорами, вести боротьбу усіма можливими способами між собою та із сенатом. За 50 років протягом 235—285 рр. змінилося 49 імператорів. Їх спільною рисою було невисоке походження, захоплення влади військовим шляхом та насильницька смерть. В історію цей період ввійшов під назвою «доба солдатських імператорів».
Дослідники стверджують, що нетривале правління Требоніана Галла (251—253 рр.) було відзначено незліченними лихами, які завдали Римській імперії непоправної шкоди. Требоніаном було укладено з готами мирний договір, який був для них досить сприятливим і вдалим. Імператор не тільки дозволив варварам безкарно повернутися додому з награбованим, але і обіцяв виплачувати їм певну суму грошей кожен рік. Крім того, Галл також дозволив готам забрати бранців знатного походження, які були захоплені ними під час штурму Філіппополя у Фракії. За свідченням Зосима, Требоніан пишався цим миром. Однією з причин такого поспішного досягнення угоди з готами була слабкість римської армії, сильно виснаженної в останніх боях. Іншою причиною, ймовірно, було прагнення імператора якнайшвидше дістатися до столиці імперії — Риму, щоб зміцнити свою владу і отримати визнання з боку сенату.

### Здобуття титулу імператора
Коли Галл прибув до Риму, він одразу усиновив сина Деція Траяна Гостіліана, який в той час був у столиці і був ще дуже юним, щоб стати наступником свого батька. При цьому Гостіліан був проголошений співправителем Галла. Це, безсумнівно, сприяло зміцненню авторитету Требоніана. Рідного сина Волузіана Галл призначив цезарем і ватажком молоді. Титул августи Галл залишив вдові Деція Траяна Гереннії Етрусциллі. Дослідники припускають, за однією версією, що до цього часу дружина Требоніана Афінія Бебіана вже померла, за іншою — новий імператор не бажав виникнення конкуренції між своєю дружиною та дружиною свого загиблого попередника Деція. Третя ж версія стверджує, що Галл розлучився з Бебіаной до сходження на престол. Приблизно в другій половині червня 251 р. Децій Траян і його син — Геренній Етруск, були обоготворені за наказом Требоніана Галла, який поставився до їхньої пам'яті з належною повагою. Однак, незабаром після смерті Гостіліана від чуми у тому ж 251 році, вони були віддані «damnatio memoriae» (з лат. «прокльону пам'яті»). Проте, судячи з того, що багато написів, з яких були стерті їхні імена, були практично відразу відновлені, можна зробити висновок про неналежне виконання наказу Галла. Перші сліди знищення імен Деція і Етруска з'являються не раніше 15 липня 251 року. Це означає, що на той час Гостіліан був уже мертвий. За свідченням Зосима, Требоніан готував вбивство Гостіліана, ймовірно, з причини, що побоювався перевороту на його користь: адже той був сином дуже популярного імператора. Саме тому Галл як засіб захисту своєї влади використовував знищення всякої пам'яті про попереднього імператора і його синів. Однак, американський історик, професор Девід Поттер вважає, що перші знищення написів з іменами Деція і Етруска були зроблені відразу після битви при Абрітте за указом Галла. Незабаром після смерті Гостіліана Требоніан призначив свого сина Волузіана співправителем і августом.

### Епідемія чуми
Страшні наслідки принесла епідемія чуми, яка лютувала на території країни протягом практично півтора десятиліть, завдавши безповоротніх втрат і привівши до значного ослаблення римської армії. В Італії чума з'явилася приблизно в 248 році, а пік її активності припав на 251 рік. Коли чума почала спустошувати столицю, Требоніан Галл забезпечив належне поховання для всіх жертв цієї хвороби, навіть найбіднішим верствам населення, отримавши в народі підтримку і визнання. У той час як імператор діяв рішуче щодо чуми в Римі, у всіх інших питаннях, що стосуються як внутрішньої, так і зовнішньої політики, він або виявляв повільність, зволікав, або взагалі не вживав ніяких серйозних дій.

### Карбування монет
Хоча військова ситуація на кордонах була надзвичайно небезпечною для держави, була викарбувана партія монет з просякнутим оптимізмом написом «Pax Aeterna» (з лат. «Вічний Мир»). Портрет Требоніана з'являється на золотих ауреусах і квінаріях, срібних антонініанах, денаріях і квінаріях, сестерціях, дупондіях і ассах. На аверсі зображувався повернений праворуч бюст Требоніана у лавровому вінку або короні з променями. На реверсі — або Конкордія (втілення згоди громадян держави), або Етернітас (втілення вічності), або Піетас (втілення благочестя), або Салус (богиня здоров'я і благополуччя). Галл також зробив спробу зниження ваги золотих монет шляхом випуску подвійного ауреусу (бініо), дуже схожого на антонініан.
|  |  |  |  |

Важка ситуація склалася на східних кордонах. Відзначено, що в цей час монетний двір в Антіохії було відчеканено величезну кількість антоніанів. Це побічно вказує на те, що, ймовірно, Требоніан Галл готував похід проти держави Сасанідів.

### Римсько-перські війни
У 251 році перський цар Шапур I завоював Вірменію і приєднав її до своїх володінь, а римський імператор навіть не зміг перешкодити йому це зробити. Вірменський цар Хосров II був убитий, а його син, малолітній Тиридат, був поспіхом вивезений до Риму. Шапур скористався цим як приводом для поновлення воєнних дій і напав на римську провінцію Сирію. Уже до кінця 251 — початку 252 рр. був захоплений Нісібіс. 252 року перси перетнули річку Євфрат і оволоділи фортецями Дура-Европос і Цірцессіум, а також завдали римській армії відчутної поразки в битві при Барбаліссе. Одночасно син перського царя Ормізд напав на Каппадокію. Стрімкий наступ і нерішучість Требоніана Галла дозволили Шапуру зайняти Антіохію — найбільше місто на всьому Сході. Між 252 і 253 роками перси розграбували місто і прилеглі до нього області, чим викликали хаос в регіоні. Вони перебили безліч місцевих жителів і захопили величезну кількість полонених, після чого повернулися назад через Каппадокію. Згідно з написом Шапура I, зробленого на т. зв. Каабі Зороастра в місцевості Накші Рустам, що знаходиться за 7 км на північ від Персеполя «Res Gestae Divi Saporis» (з лат. «Діяння Божественного Шапура») під час цього походу було взято 36 міст з навколишніми територіями.
Почавши нову кампанію у 253 р. перси зустріли запеклий опір. Верховний жрець Ваала Самсігерам (або Ураній Антонін) був проголошений імператором у своєму рідному місті Емесі, після чого він завдав персам поразки. У той же час місцевий пальмірський аристократ Септімій Оденат також боровся проти загарбників. Після низки невдач перси відступили. Історик Зосим в «Новій історії» написав щодо війни з персами: «Справді, перси могли легко захопити владу над усією Азією, але вони були дуже задоволені своїми багатими трофеями і успішним поверненням». Крім того, племінний союз готів, боранов, уругундов (можливо, бургундів) і карпів розграбував Малу Азію від Пессінунта до Ефеса.

### Гоніння на християн
Щоб відвернути увагу народу від усіх насущних проблем держави Требоніан Галл вдався до добре зарекомендувавшого себе методу — було поновлено гоніння на християн. Однак, треба зауважити, що християни підвергалися гонінням і при Деції. Християн вважали винуватцями епідемії чуми. У Римі був заарештований Папа Корнелій, його відправили на заслання в розташоване неподалік від столиці приморське місто Центумцелли, де він і помер в 253 році. Його наступник Луцій I відразу ж після обрання був вигнаний римською владою з міста, але в наступному році йому вдалося отримати дозвіл повернутися. Проте, на думку історика Р. Скотта Мура, все перераховане вище не є доказом існування гонінь християн за часів правління Требоніана Галла.

## Загибель
Два роки по тому готи знову перейшли Дунай. Значних військових успіхів зміг домогтися тільки наступник Требоніана Галла на посаді намісника Мезії і Паннонії Марк Емілій Еміліян. Він відмовився платити щорічну данину готам, яка була однією з умов угоди з ними в 251 році. У помсту за порушення римлянами мирного договору готи знову вторглися до Нижнього Подунав᾽я. Спочатку Еміліян несподівано напав на варварів на території ввіреної йому провінції, а потім, розгромивши їх, переправився на ворожу територію, здійснивши похід на північ від Дунаю. Еміліян наніс готам нищівної поразки, з нагоди чого підбадьорені перемогою легіонери проголосили його імператором. Він зібрав армію і рушив на Рим. Заскочені зненацька Галл і Волузіан почали спішно збирати військо, а римський сенат проголосив Еміліяна «ворогом народу», коли той просувався до Риму Фламінієвою дорогою. Імператор також відправив полководця Публія Ліцинія Валеріана за підкріпленням до гальських і німецьких легіонів. Армія Галла рухалася повільно і досягла Інтерамни (сучасного міста Терни в південній Умбрії) лише в серпні 253 року. У той час Требоніану прийшла звістка, що Еміліян вже вступив до Італії та швидко наближається з великими силами. Дізнавшись про це і побоюючись поразки, військо збунтувалося і вбило двох імператорів-співправителів. За іншою версією, відбулася битва, яка закінчилася для Галла поразкою. Він тікав з нечисленними прихильниками і сином Волузіаном на північ, ймовірно, для того щоб виграти час до прибуття підкріплень, але раптово вони були вбиті деякими зі своїх охоронців. Сенат, після короткого опору, визнав Еміліяна новим імператором: він отримав імена Благий (лат. Pius), Щасливий (лат. Felix), Батько Вітчизни (лат. Pater Patriae), був проголошений трибуном і отримав сан верховного понтифіка. Однак, він не був призначений консулом (можливо, через його несенаторське походження). Еміліяну вдалося протриматися не більше 4 місяців. Проти нього виступив колишній «цензор» Деція, 63-літній Публій Ліциній Валеріан, який командував військами в Реції. Ще до того як він прибув в Італію, Еміліян був убитий власними солдатами (влітку 253 р.).

## Історична оцінка діяльності
Підбиваючи підсумки правління Требоніана Галла і Волузіана, готський історік Йордан написав: «За це дворіччя, що вони тут перебували, всюди оселили мир, всюди правили милостиво. Одне тільки ставилося в докір їх фортуні, а саме — загальний мор, але і то лише з боку нерозуміючих і наклепників, які звикли рвати злісним іклом чуже життя». Натомість, дослідник Майкл Грант вважав, що Требоніан Галл виявив себе нерішучим і бездарним правителем: «Навіть якщо Галл і не здійснював зради по відношенню до Деція, він показав себе безпорадним і невмілим імператором. Його скульптурний портрет відображає перебільшені тривогу і напругу людини, яка здатна впоратися зі своєю ношею. Дивно, що він дозволив створити таке зображення і, мабуть, розмножити його; хоча, можливо, на відміну від багатьох своїх попередників, він не володів художнім смаком, або чи не мав ні часу, ні бажання проявляти інтерес до тиражування свого зображення». Схожої думки дотримувався і римський історик IV ст. Флавій Євтропій.

## Особистість Требоніана Галла у скульптурі

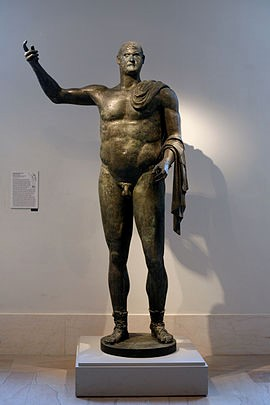
Бронзова статуя Требоніана Галла ІІІ ст. у Музей Метрополітен, Нью-Йорк

Римські статуї та погруддя завжди були популярними у колекціонерів. Наприклад, портретні статуї римських імператорів — найцікавіша частина збірки російського промисловця і мецената М. Н. Демидова (1773—1828). Суперечливі відомості супроводжували знахідку однією з найцікавіших скульптур колекції. Це — рідкісна бронзова статуя імператора, яку вважали свого часу то портретом Гая Марія, то Юлія Цезаря, то зображенням Гальби. Нині в ній бачать представника «доби солдатських імператорів» III ст. Требоніана Галла (сьогодні статуя зберігається у музеї Метрополітен, Нью-Йорк). Інформація про статую вперше була опублікована в 1849 році в Санкт-Петербурзі. Автор її опису, архітектор Огюст Монферран, повідомляє наступне: «В юності, коли я навчався в Римі, одне важливе обличчя російського двору домоглося від його святості папи Пія VII дозволу провести своїм коштом розкопки у винограднику, розташованому недалеко від собору Святого Іоанна Латеранського. Безліч статуй було результатом цих розкопок… Вони тривали два роки, і вартість їх перевищувала 100 000 піастрів. Після настільки великих витрат пан М. Н. Демидов вирішив, що слід перервати дослідження… Наша статуя, знайдена при цих розкопках, була скинути з п'єдесталу і лежала в шматках, похована під руїнами залу, центр якого вона колись займала. Позаяк слід було побоюватися, щоб вона не привернула увагу адміністрації папських музеїв, і щоб її важливість не викликала бажання придбати її, шматки були негайно ж упаковані і відіслані до Флоренції, де через відсутність її законного власника вона залишалася ще багато років».
У листах художнього агента баварського кронпринца Людвіга збереглися дещо інші відомості: у 1820 році князь Станіслав Понятовський, племінник покійного польського короля, вирішив покинути Рим. Колосальний бронзовий бюст «Марія» (агент Людвіга вважає його «Гальбою») призначений на продаж за 3000 скуді, кронпринц давав лише 500. Тоді Понятовський взяв «Гальбу» з собою до Флоренції, де пізніше він потрапив до рук князя Демидова і звідти переїхав до Санкт-Петербурга. У дослідників ХХ ст. ці розбіжності викликали скептичний висновок: розповіді про обставини його знахідки трохи підозрілі, і сумнівно, чи базується вся історія на фактах. Бронзова статуя Требоніана Галла, яка знаходиться на сьогоднішній день у музеї Метрополітан (Нью-Йорк) — це одна з небагатьох майже повних римських бронзових статуй III ст., що дійшли до наших днів. Висота статуї — 241,5 см. Відомо, що починаючи з відкриття у ХІХ ст. недалеко від церкви Святого Іоанна Латеранського в Римі, вона піддалася декільком реставраційним кампаніям. У своїх портретах, особливо на монетах і декількох скульптурах, Галл продовжував іконографічну традицію, яка повинна була представити імператора як могутнього військового очільника, який міг би вести армії і підтримувати порядок в імперії. Ця іконографія характеризується військовою «причесаною» стрижкою, короткою щетинистою бородою і суворим виразом обличчя. Хоча його ідентифікація як Требоніана Галла не є абсолютною, риси мають велику схожість з портретами, викарбуваними на деяких з його офіційних монет. Мета цієї бронзової статуї, схоже, полягала в залякуванні в силу її чистої фізичної присутності і явно відображає величезний стилістичний розвиток в римському портретному живописі з часів Августа. Тіло імператора (вельми ідеалізоване) здається непропорційно великим щодо голови (яка, згідно з прийнятими нормами, найімовірніше, портретно достовірна). Само по собі масивне оголене тіло нагадує атлета або гладіатора. Сандалі на статуї відносяться до типу звичайних боксерських. Попри те, що така поза зазвичай приймається римськими імператорами для позування, беручи за приклад грецькі героїчні і атлетичні оголені статуї, в цьому випадку — диспропорція очевидна. Техніка негативного різьблення, яка була розроблена напочатку ІІІ ст. для кам'яних портретів Каракалли, тут успішно використовується при обробці металу.
Дослідження, зроблені в Метрополітен, свідчать, що три чверті статуї стародавні. Є сумніви щодо лівої ноги і абсолютно точно відновленою є мантія, яка, втім, реконструйована на місці подібної втраченої у віках. Імовірно, у лівій руці імператор тримав паразоніум (короткий римський меч), а в лівій — спис.Існують і інші скульптурні зображення Требоніана Галла, зокрема дві бронзові голови: одна зберігається у Григоріанському Етруському музеї (Ватикан), друга — у Археологічному музеї (Флоренція), є його виразними портретами; а також два мармурових погруддя: у Капітолійському музеї (Рим) і у Луврі (Париж). На сьогоднішній день дослідники продовжують ідентифікацію особистості Требоніана Галла у знайдених бронзових головах, статуї і мармурових погруддях.
|  |  |  |  |